# OK Band
OK Band byla česká hudební skupina s prvky nové vlny, novoromantismu a elektronické taneční hudby. V roce 1979 ji založili Vladimír Kočandrle s Marcelou Březinovou. Skupina se poprvé rozpadla v roce 1990, následně několikrát obnovila činnost a natočila další album.

## Diskografie
| Studiová alba - 1985: Disco! - 1986: Tvůj čas přichází - 1987: Stala se nějaká chyba - 1988: Slavnost na zámku - 2000: Ornament osudu - 2001: Za škvírou - 2003: Žižkovská zeď - 2003: Mixle v pixle - 2011: XXX - 2013: Újezd - 2015: Disco! reedice - 2017: Singly | Exportní verze - 1985: The Latest Reports - 1988: The Castle |